# Skeggles Water
Skeggles Water ist ein See im Lake District, Cumbria, England. Der See liegt östlich von Kentmere und westlich des Longsleddale Tals.
Der See hat zwei unbenannte Zuflüsse an seiner nordwestlichen Seite. Der Skeggles Water Dyke bildet seinen Abfluss an der Südseite.
Es wurde eine Zeit lang erwogen Kieselgur aus dem See zu gewinnen, so wie dies aus dem Kentmere Tarn geschehen ist, der Plan wurde jedoch nicht verwirklicht.